# كريستوفر هالفورسن
كريستوفر هالفورسن (بالنرويجية البوكمول: Kristoffer Halvorsen)‏ مواليد 13 أبريل 1996 في كريستيانساند، هو دراج نرويجي في صنف سباق الدراجات على الطريق.

## الميداليات
| الميدالية | المسابقة                                    |
| --------- | ------------------------------------------- |
| ذهبية     | بطولة العالم لسباق الدراجات على الطريق 2016 |

### سباقات أو مراحل فاز بها
| التاريخ        | السباق                                                         | المركز                                                                   |
| -------------- | -------------------------------------------------------------- | ------------------------------------------------------------------------ |
| 01 يناير 2016  | كأس فرنسا لركوب الدراجات على الطريق 2016                       | السابع في تصنيف أفضل شاب                                                 |
| 16 مارس 2016   | سباق نوكير كويرز 2016                                          | الثاني في التصنيف العام                                                  |
| 19 يونيو 2016  | سباق الطريق تحت 23 في بطولة النرويج لسباق الدراجات 2016        |                                                                          |
| 26 يونيو 2016  | بطولة النرويج لسباق الدراجات على الطريق للرجال 2016            |                                                                          |
| 18 سبتمبر 2016 | جراند بريكس دي إسبيرجوس 2016                                   | الفائز في التصنيف العام                                                  |
| 13 أكتوبر 2016 | سباق الطريق لأقل من 23 سنة في بطولة العالم 2016                | الفائز في التصنيف العام                                                  |
| 17 مارس 2017   | هاندزام الكلاسيكي 2017                                         | الفائز في التصنيف العام                                                  |
| 04 أغسطس 2017  | سباق الطريق لأقل من 23 سنة للرجال - بطولة أوروبا للدراجات 2017 | الخامس في التصنيف العام                                                  |
| 27 أغسطس 2017  | تور دي أفينير 2017                                             | الأول في تصنيف النقاط                                                    |
| 16 مارس 2018   | هاندزام الكلاسيكي 2018                                         | الثاني في التصنيف العام                                                  |
| 24 مايو 2018   | طواف ديف يغد 2018                                              | التاسع في تصنيف النقاط                                                   |
| 02 يونيو 2019  | طواف النرويج 2019                                              | الأول في تصنيف أفضل شاب، الثاني في التصنيف العام، الثاني في تصنيف النقاط |

## روابط خارجية
- كريستوفر هالفورسن على موقع الاتحاد الدولي للدراجات (الإنجليزية)
- كريستوفر هالفورسن على موقع أرشيف الدراجات (الإنجليزية)
- كريستوفر هالفورسن على موقع إحصائيات الدراجات الإحترافية (الإنجليزية)
- كريستوفر هالفورسن على موقع نسبة الدراجات (الإنجليزية)
- كريستوفر هالفورسن على موقع CycleBase (الإنجليزية)